# エビ中の天才盆栽中学生(仮)
『エビ中の天才盆栽中学生(仮)』（エビちゅうのてんさいぼんさいちゅうがくせい・かっこかり）はテレビ埼玉で2014年4月5日から2014年6月20日まで放送されていたバラエティ番組。

## 概要
2017年に「第8回世界盆栽大会」が開催されたさいたま市北区の盆栽町を舞台に、名字に「松」と「柏」を持つ松野莉奈＆柏木ひなた（共に私立恵比寿中学）が盆栽の楽しみ方や知識を学ぶ“日本文化継承バラエティ”。

## 出演者
レギュラー出演
- 池田貴史
- 松野莉奈（私立恵比寿中学）
- 柏木ひなた（私立恵比寿中学）

アフレコ出演
- 私立恵比寿中学

（真山りか・安本彩花・廣田あいか・星名美怜・小林歌穂・中山莉子）- このうち廣田と中山はトークゲストとしても出演（その際は顔出し出演）。

## スタッフ
- 企画：菊池剛、丸山博久
- 監修：山田香織(盆栽 清香園)
- 構成：成島正浩、建部和史
- 撮影：大手洋行、東海林智恵、武田司
- 音声：福田史基
- 美術プロデュース：橋本昌和
- 編集：土田重之、名越義和
- MA：野宮聡、遠藤寛也
- 音効：佐藤卓嗣
- ヘアメイク：kind
- 盆栽キャラクターデザイン：serena
- 撮影協力：さいたま市大宮盆栽美術館、盆栽清香園、大宮盆栽協同組合
- 技術協力：メディア・リース、278
- 制作協力：MOVEAIR
- 協力：さいたま市
- 宣伝：蒔田実和子、鈴木みちえ(テレ玉)
- ディレクター：原田浩一、瀬川泰和、伊藤喜孝
- 企画演出：渡邊りょう
- 協力プロデューサー：滝田和人
- プロデューサー：野副亮子、遠藤圭介(テレ玉)、高田功一
- 製作：電通、KADOKAWA、デフスターレコーズ、テレビ埼玉
- 製作著作：さいたま盆栽部

## 放送日
※放送時間はJST
- テレビ埼玉
  - 土曜日 23時30分 - 23時45分（2014年4月5日 - 2014年6月20日）
  - (再放送)土曜日 23時30分 - 23時45分（2014年7月5日 - 2014年9月25日）
  - (再放送)月曜日 21時45分 - 22時00分（2018年10月1日 - 2018年12月17日)
- 東北放送
  - 月曜日 10時35分 - 10時50分（2015年4月20日 - ）
- 日本海テレビ
  - 毎月最終土曜 11時10分-11時25分（2015年4月5日 - ）
- サンテレビ
  - 日曜日 22時30分 - 22時45分（2015年7月5日 - ）

## 関連商品
Blu-ray＆DVD
- エビ中の天才盆栽中学生(仮)Blu-ray BOX（2014年9月26日、KADOKAWA）
- エビ中の天才盆栽中学生(仮)DVD BOX（2014年9月26日、KADOKAWA)